# Obelophorus landbecki
Obelophorus landbecki là một loài ruồi trong họ Asilidae. Obelophorus landbecki được Philippi miêu tả năm 1865. Loài này phân bố ở vùng Tân nhiệt đới.